# جانقو للاقا
جانقو للاقا (به اسپانیایی: Janq'u Llaqa) یک کوه در پرو است که در منطقه موکگوا واقع شده‌است. جانقو للاقا ۵٬۲۰۰ متر بالاتر از سطح دریا واقع شده‌است.